# Wyższa Szkoła Administracji i Zarządzania w Zawierciu
Wyższa Szkoła Administracji i Zarządzania (w likwidacji) – niepubliczna uczelnia wyższa, znajdująca się w Zawierciu.
Uczelnia została utworzona w roku 1999. 18 czerwca tego samego roku na podstawie decyzji Ministra Edukacji Narodowej wpisano ją do Rejestru Niepaństwowych Uczelni Zawodowych pod numerem 19.
Szkoła posiadała uprawnienia do nadawania tytułu licencjata bądź inżyniera i kształciła w dwóch kierunkach: informatyka w zarządzaniu, oraz turystyka i rekreacja, przy czym drugi kierunek był realizowany na powstałym w 2008 roku Wydziale Zamiejscowym Turystyki i Nauk Humanistycznych w Sosnowcu.
Przy uczelni działał klub sportowy (tenisa stołowego i futsalu) AZS WSAiZ Zawiercie.
Patronem uczelni jest św. Jan Kanty.
Wyższa Szkoła Administracji i Zarządzania w Zawierciu została postawiona w stan likwidacji z dniem 1 stycznia 2015 r. na podstawie uchwały założyciela.